# Neubayern
Unter Neubayern beziehungsweise den Neubayerischen Gebieten versteht man die Gebiete, die erst nach dem Wiener Kongress 1815/1816 zum Alten Bayern dazukamen. Hierzu gehörten Franken, Schwaben und die Pfalz.
Diese neuen Gebiete unterscheiden sich sprachlich und auch von der Religion (die Neubayerischen Gebiete sind überwiegend evangelisch) von den Altbayerischen Gebieten. Heute gehören nur noch Franken und Schwaben zu den Neubayerischen Gebieten, da die Pfalz 1946 in das neugebildete  Bundesland Rheinland-Pfalz einbezogen wurde.